# Vrouwen bij de Nederlandse krijgsmacht
Vrouwen bij de Nederlandse krijgsmacht verrichtten aanvankelijk aanvullende taken, waarbij de nadruk lag op hulpverlenende, verzorgende, administratieve en andere ondersteunende werkzaamheden. Voor gevechtstaken kwamen zij niet in aanmerking. Dankzij de rol van vrouwen in de ondersteunende werkzaamheden konden er meer mannen worden vrijgemaakt voor de gevechtstaken. 
De afzonderlijk opgerichte vrouwenafdelingen bestonden van 1944 tot 1982. Aanvankelijk bestond de eerste dienstverlenende afdeling uit vrijwilligsters, waarvan het eerste vrouwenkorps begin 1944 in Melbourne werd opgericht onder de naam Vrouwenkorps KNIL (VK-KNIL). Dit korps was actief totdat in 1950 het KNIL werd ontbonden. 
Vanaf 1971 kregen vrouwen ook de mogelijkheid om andere taken op zich te nemen binnen de krijgsmacht. 

## Afdelingen
In de loop der jaren werden afzonderlijke afdelingen opgericht: 
- Vrouwenkorps KNIL (VK-KNIL) (1944-1950);
- Vrijwillig Vrouwen Hulpkorps (VHK) (v.a. 1943);
- Nederlands Verpleegsters Korps der Landmacht (NVKL) (v.a. 1945);
- Militaire Vrouwenafdeling (MILVA) (v.a.1951), waarbij de vrouwen Milva’s werden genoemd;
- Marine Vrouwenafdeling (MARVA) (v.a.1952), waarbij de vrouwen Marva’s werden genoemd;
- Luchtmacht Vrouwenafdeling (LUVA) (v.a. 1953), waarbij de vrouwen Luva’s werden genoemd.

De afdelingen werden afgekort in hoofdletters weergegeven; de benamingen Milva, Marva en Luva werden aangeduid met een hoofdletter en gevolgd kleine letters en zijn onofficieel.

## Integratie
Vanaf 1982 waren de vrouwen volledig geïntegreerd binnen de krijgsmacht. Dit was reeds vastgelegd in het Verdrag van New York uit 1953 en het Verdrag van Europa uit 1957 die samen de gelijkberechtiging en de politieke rechten van vrouwen in de krijgsmacht omvatten. Deze verdragen werden pas vanaf 1971 als Rijkswet ten uitvoer werd gebracht.
Bij de Koninklijke Marine gaf het op walplaatsingen geen bezwaren, maar aanvankelijk wel vanwege de plaatsing op kleine eenheden (schepen), waar men korte of langere tijd dicht op elkaar leefde en werkte. Na een proefneming in 1979 van plaatsing van vrouwen op het bevoorradingsschip Hr.Ms. Zuiderkruis (1975), werd aanvaard dat vrouwen ook aan boord van schepen hun werk konden verrichten.

## Hogere rangen
Vanaf 1978 konden ook vrouwen een studie volgen aan de KMA en hierdoor doorstromen naar de hogere rangen. Zij konden hierdoor de militaire rangen, na diverse opleidingen, doorlopen tot aan de hoogste militaire rang. De hoogste militaire rang die werd bereikt binnen de Koninklijke Landmacht was die van Luitenant-generaal (drie sterrengeneraal) en werd bereikt in 2022. Binnen de Koninklijke Marine was dat in 2019 die van Vlagofficier. Bij de Koninklijke Marechaussee was de hoogste rang in 2011 die van Brigadegeneraal. Bij de Koninklijke Luchtmacht was de hoogst bereikte rang in 2022 die van Luitenant-generaal.

## Gezinsvorming
Huwelijk en zwangerschap waren vanaf 1972 geen redenen voor ontslag uit de militaire dienst. Voor veel vrouwen vormt echter doorstroming naar hogere rangen een probleem door zwangerschap en opvoeding van kinderen, die een onderbreking vormen in hun carrièremogelijkheden.
In 1990 ging het recht op herintreding van vrouwen bij de krijgsmacht in werking. Daarnaast werd het recht op verlof bij zwangerschap en bevalling in werking gesteld. In 1991 werd de regeling voor werk- en rusttijden rond zwangerschap en bevalling ingevoerd. Een eerste kinderdagverblijf werd in 2001 geopend op vliegbasis Twenthe.

## Brede inzetbaarheid
Vrouwen hebben de mogelijkheid uit veel meer keuzes dan de vroegere alleen ondersteunende werkzaamheden. In de Protocollen van Genève (1974-1977) is vastgelegd dat ook vrouwelijke militairen de status van combattant hebben, waardoor zij geacht worden eveneens deel te nemen aan gevechtshandelingen. Daardoor houdt het werk echter in dat ook zij kunnen worden uitgezonden naar oorlogsgebieden.